# Villeret (Aisne)
Villeret ist eine französische Gemeinde mit 268 Einwohnern (Stand 1. Januar 2022) im Département Aisne in der Region Hauts-de-France (bis 2015 Picardie). Sie gehört zum Arrondissement Saint-Quentin, zum Kanton Bohain-en-Vermandois und zum Gemeindeverband Pays du Vermandois.

## Geografie
Die Gemeinde Villeret liegt an der Grenze zum Département Somme, etwa 13 Kilometer nordwestlich von Saint-Quentin. Nachbargemeinden von Villeret sind Hargicourt im Nordwesten, Norden und Nordosten, Bellicourt im Osten (Berührungspunkt), Pontru im Südosten und Süden, Le Verguier und Jeancourt im Südwesten sowie Hesbécourt im Westen. Am Ostrand der Gemeinde Villeret verläuft die Autoroute A26. Im Südosten der Gemeinde steht eine Windkraftanlage als Teil eines interkommunalen Windparks.

## Geschichte
Das Dorf war im Ersten Weltkrieg von deutschen Truppen besetzt. Im Frühjahr 1917 zogen diese sich auf die Siegfriedstellung zurück und zerstörten das zuvor zwangsevakuierte Dorf. Das Schicksal des Dorfes in diesen Jahren wurde von Ben Macintyre literarisch dokumentiert.  

### Bevölkerungsentwicklung
| Jahr                       | 1962 | 1968 | 1975 | 1982 | 1990 | 1999 | 2006 | 2016 | 2022 |
| Einwohner                  | 413  | 390  | 323  | 291  | 293  | 311  | 313  | 302  | 268  |
| Quellen: Cassini und INSEE |      |      |      |      |      |      |      |      |      |

## Sehenswürdigkeiten
- Kirche der Unbefleckten Empfängnis Mariä (Église Sainte-Marie et de l’Immaculée-Conception)
- Wasserturm

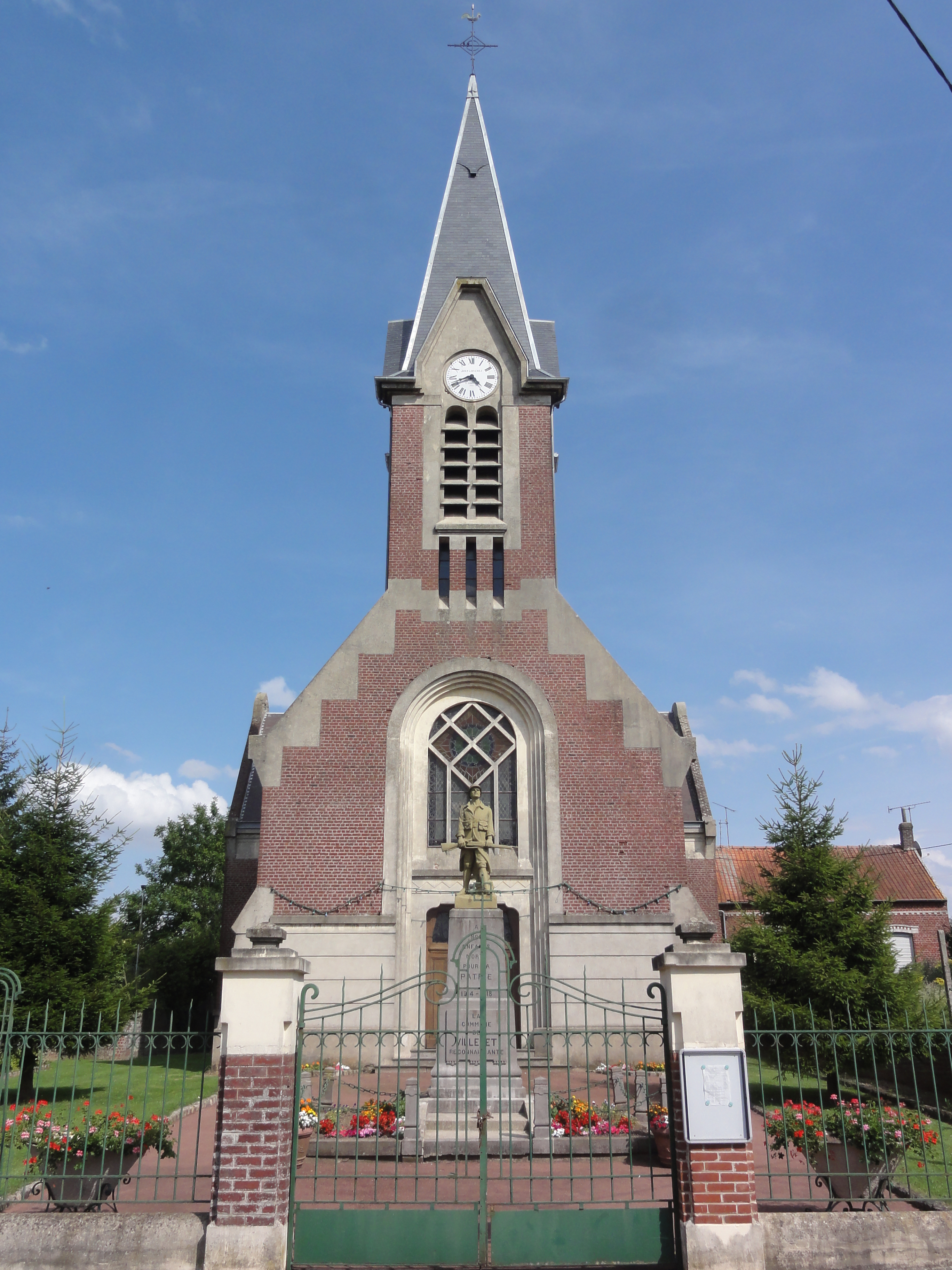
Marienkirche der Unbefleckten Empfängnis
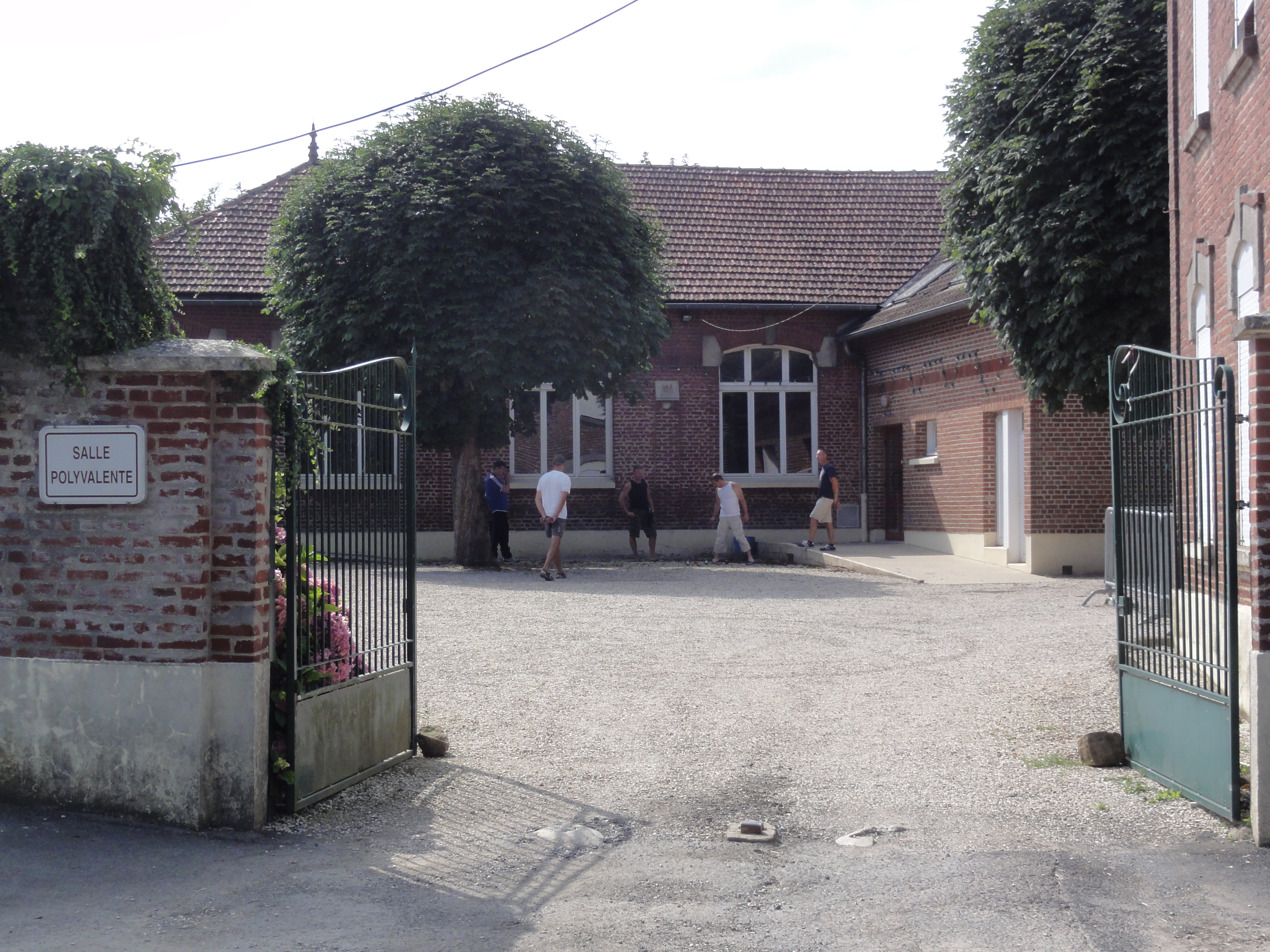
Gemeindefesthalle
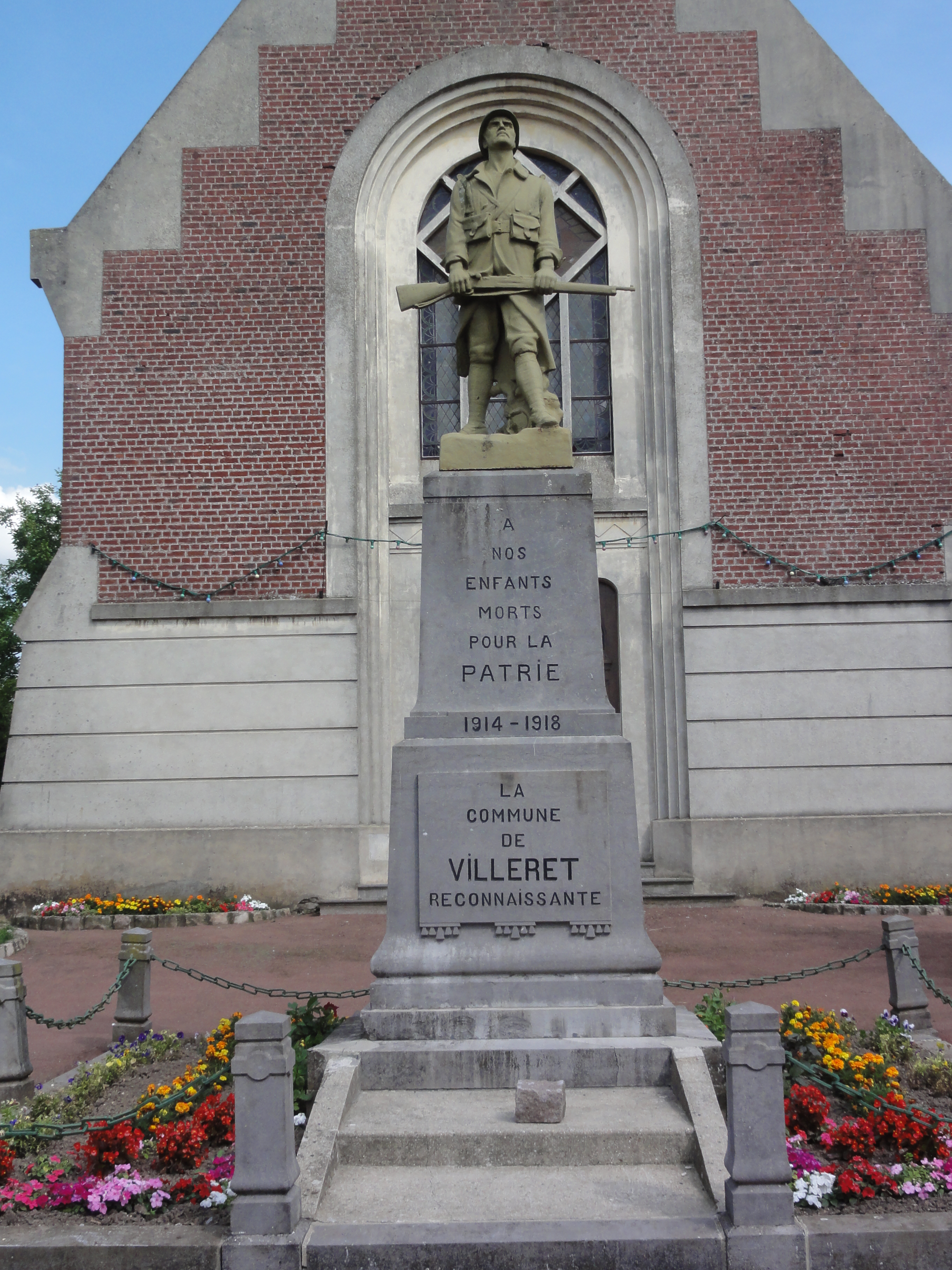
Gefallenendenkmal